# الكفاية في علم الرواية
الكفاية في علم الرواية كتاب في علم الحديث ألفه الحافظ أبو بكر أحمد بن علي الخطيب البغدادي المتوفى سنة ( 1002م - 1071م)، استوفى فيه البحث في قوانين الرواية، وأبان فيها أصولها وقواعدها الكلية.
تكلم في مقدمة الكتاب على مسائل عديدة تتعلق بعلم الحديث، ثم فرغ من تلك المسائل تكلم عن عقاب كاتم العلم فسرد حديث أبي هريرة قال قال رسول الله ﷺ أشد الناس عذابا يوم القيامة عالم لا ينفعه الله بعلمه. وحديث عبد الله قال رسول الله ﷺ لا حسد الا في اثنتين رجل آتاه الله حكمة فهو يقول بها ورجل آتاه الله مالا فهو ينفقه في حقه. ثم قال في آخر المقدمة: وأنا اذكر بمشيئة الله تعالى وتوفيقه في هذا الكتاب ما بطالب الحديث حاجة إلى معرفته وبالمتفقه فاقة إلى حفظه ودراسته من بيان أصول علم الحديث وشرائطه وأشرح من مذاهب سلف الرواة والنقلة في ذلك ما يكثر نفعه وتعم فائدته ويستدل به على فضل المحدثين واجتهادهم في حفظ الدين ونفيهم تحريف الغالين وانتحال المبطلين ببيان الأصول من الجرح والتعديل والتصحيح والتعليل واقوال الحفاظ في مراعاة الألفاظ وحكم التدليس والاحتجاج بالمراسيل والنقل عن أهل الغفلة ومن لا يضبط الرواية وذكر من يرغب عن السماع منه لسوء مذهبه والعرض على الراوي والفرق بين قول (حدثنا وأخبرنا وأنبأنا) وجواز إصلاح اللحن والخطأ في الحديث ووجوب العمل بأخبار الآحاد والحجة على من أنكر ذلك وحكم الرواية على الشك وغلبة الظن واختلاف الروايات بتغاير العبارات ومتى يصح سماع الصغير وما جاء في المناولة وشرائط صحة الإجازة والمكاتبة وغير ذلك مما يقف عليه من تأمله ونظر فيه إذا انتهى اليه وبالله استعين وهو حسبي ونعم الوكيل.

## وصلات خارجية
- الكفاية في علم الرواية في مكتبة مشكاة
- حجية السنة من مجلة الجامعة الإسلامية